# Soper (Oklahoma)
Soper è un comune degli Stati Uniti d'America, situato nello Stato dell'Oklahoma, nella contea di Choctaw.